# 段永平
段永平（1961年3月10日—），美籍华裔企業家、投资人，步步高电子创始人及前总裁。
段永平出生於中國江西省南昌市，于1961年至2001年之间具有中国籍，後移民美國並歸化美籍。作为步步高电子的创始人，段也因此间接成为中国大陆及世界范围内具影响力的一系列智能手机企业，包括OPPO、vivo、一加、realme及iQOO的创始人，前列品牌也因此被某些媒体称作步步高系。

## 生平
段永平于1961年出生，本科畢業於浙江大學無線電工程學系，被分配到北京电子管廠工作。后段永平考取中國人民大學經濟學研究生，主修計量經濟學，并在此獲得碩士。1979年，至廣東中山市，在益華集團下擔任廠長，并在三年內讓工廠轉虧為盈，受到集团董事长陈建仁的赏识。中國改革開放後，段永平於1987年創立了中山霸王電子公司，從事電子產品製造。其初期產品仿製FC紅白機，以“幫助孩子學習電腦”為噱頭，包裝為“小霸王學習機”出售；由於中國在90年代對知識產權缺乏保護，“小霸王學習機”在中國被當做正規產品在各大商場銷售。
1995年，在與小霸王領導層因意見不和而分裂後，段永平在廣東東莞与陈明永、沈炜等人共同創立步步高公司，從事學習機、影碟机、MP3播放器及电话机等電子產品的製造。2001年，段永平投資了網易，在兩年間獲利超過10億美元，同年舉家移民至美國加利福尼亚，以從事股票投資為主。
2005年，段永平與陳明永共同成立OPPO公司，最早從事音樂播放器製造，2008年开始涉足手机制造，并在2011年推出首款智慧型手機Find。2025年2月，OPPO在中国大陆占有合计8.83%的市场份额（算入子品牌一加及真我）。
2006年，段永平以60.01萬美元標下與巴菲特午餐的機會，带上了黄峥。
2009年，段永平与沈炜投資成立vivo公司，2011年推出首款智能手机V1。2025年2月，vivo在中国大陆占有合计9.81%的市场份额（算入子品牌iQOO）。段永平在vivo公司不管具體事務，只負責投資。
2022年，段永平向母校浙江大学完成两笔捐赠，捐赠额达到了2.7亿元。
2023年，段永平向浙大捐赠超过10亿+人民币。同年，其亲自创办的步步高电子公司解散。
2024年，段永平向中欧教育发展基金会捐赠了价值1亿元的证券。